# Barracuda (Heart)

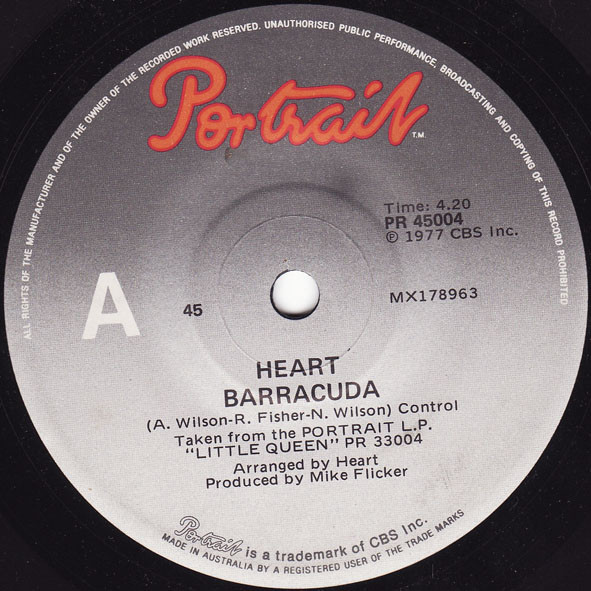

Barracuda è un singolo del gruppo statunitense Heart pubblicato nel 1977 dall'etichetta discografica Portrait Records, estratto dall'album Little Queen.

## Descrizione
Barracuda è composta da Michael DeRosier, Sue Ennis, Roger Fisher, Ann Wilson, e Nancy Wilson. È una canzone hard rock, nota per il suo riff galoppante, ed è stata spesso paragonata a Achilles Last Stand dei Led Zeppelin.

## Track listing
1. "Barracuda" - 4:20

Live version
1. "Barracuda (featuring Jerry Cantrell, Dave Navarro, Duff McKagan, Rufus Wainwright, Gretchen Wilson and Carrie Underwood)" - 6:14

## Cover e citazioni
- Una cover di Barracuda è stata eseguita dalla cantante Fergie, che l'ha interpretata insieme alle sorelle Wilson.
- Barracuda è presente nella track list dei giochi Grand Theft Auto: San Andreas, Guitar Hero III: Legends of Rock e Prey.